# Vanderbijlpark
Vanderbijlpark ist eine Stadt im Distrikt Sedibeng der südafrikanischen Provinz Gauteng. Sie liegt am Fluss Vaal und auf einer Höhe von 1468 Metern über dem Meeresspiegel. Vanderbijlpark ist Verwaltungssitz der Lokalgemeinde Emfuleni.
Zusammen mit den Nachbarstädten Vereeniging und Sasolburg bildet Vanderbijlpark das sogenannte „Vaal-Dreieck“, eines der größten Industriegebiete Südafrikas. Das 1947 gegründete Unternehmen Vanderbijlpark Engineering Corporation (VECOR), heute SARCO, errichtete ein Schwerindustriewerk in der Stadt, das 2007/08 22.000 Tonnen Stahlprodukte herstellte.
Die Townships Boipatong, Bophelong, Sebokeng und Sharpeville befinden sich nahe der Stadt.

## Geschichte
Der Industriestandort wurde auf Empfehlung von Hendrik van der Bijl, einem in Deutschland ausgebildeten Wissenschaftler, gegründet. Van der Bijl war 1920 auf Einladung des damaligen Premierministers Jan Smuts in sein Heimatland zurückgekommen, um dort als technischer Berater der Regierung zu arbeiten und ein Industriegebiet aufzubauen.
Der bereits bestehende Industriestandort wurde 1949 durch Proklamation zu einer administrativen Einheit erklärt und erlangte im Oktober 1952 den Status einer Stadt.

## Bildung
In Vanderbijlpark befinden sich 16 Grund- und 8 Sekundarschulen. Die Technische Universität Vaal ist in der Stadt ansässig. Außerdem unterhält die North-West University einen für das Vaal-Dreieck zuständigen Campus (Vanderbijlpark Campus) in der Stadt.

## Demographie
2011 hatte Vanderbijlpark 95.840 Einwohner in 30.892 Haushalten auf einer Fläche von 177,84 km², wovon 54,44 % Weiße, 42,52 % Schwarze, 1,27 % Coloureds  sowie 0,89 % Inder und andere Asiaten waren.

## Persönlichkeiten
- Albertus Jacobus Hoffmann (* 18. Mai 1955 in Vanderbijlpark), Jurist und Richter am Internationalen Seegerichtshof
- Kátia Guerreiro (* 23. Februar 1976 in Vanderbijlpark), portugiesische Fadosängerin